# Banca Comercială Română

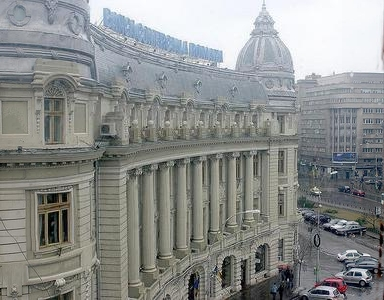
BCR-Zentrale in Bukarest am Regina-Elisabeta-Bulevard

Die Banca Comercială Română S.A. (abgekürzt: BCR, ausgesprochen: bä-tschä-rä) ist die größte Bank Rumäniens. Sie wurde durch Regierungsbeschluss am 1. Dezember 1990 gegründet, um nach Ende des Kommunismus Finanzdienstleistungen für den neu entstehenden privaten Wirtschaftssektor anzubieten. Im Jahr 2005 wurde sie privatisiert, wobei die österreichische Erste Bank die Aktienmehrheit erwarb. Seitdem ist sie Teil der Erste Group. Die Bank ist heute eine Universalbank mit Privat- und Geschäftskundengeschäft und unterhält Filialen in allen Kreisen Rumäniens.

## Gründung
Knapp ein Jahr nach der Rumänischen Revolution 1989 wurde die Banca Comercială Română durch Regierungsbeschluss gegründet. Im Übergang von der kommunistischen Planwirtschaft zu einer privatwirtschaftlich organisierten Marktwirtschaft sollte die BCR die entsprechenden Bankdienstleistungen für die ehemaligen Staatsbetriebe und neugegründeten privaten Firmen übernehmen. Als Rechtsform wurde eine Aktiengesellschaft gewählt. Die BCR übernahm dabei das Kreditportfolio der ehemaligen Staatsbetriebe von der Nationalbank, die bis dahin nicht nur Notenbank war, sondern im kommunistischen Wirtschaftssystem auch als Geschäftsbank aufgetreten war. Mit dem Gründungsbeschluss begann die BCR per 1. Dezember 1990 ihre Tätigkeit, wobei das Personal von der rumänischen Nationalbank (Banca Națională a României – B.N.R) stammte. Die Bilanzsumme bei der Gründung belief sich auf 273 Milliarden alte Lei (ROL), wobei die Aktiva mit 269 Milliarden Lei hauptsächlich aus Bankkrediten bestanden. Die Sacheinlagen beliefen sich lediglich auf 26 Milliarden Lei.
Mit 5.300 Mitarbeitern und 100 Niederlassungen begann die BCR im ersten Jahr. Diese Zeit war geprägt durch ein schwieriges wirtschaftliches Umfeld der im Umbau und teilweise auch im kompletten Kollaps befindlichen rumänischen Industrie und Landwirtschaft. Der Großteil der Kunden waren ehemalige Staatsbetriebe, die sich gerade im Privatisierungsprozess befanden. Einige davon konnten erfolgreich Investoren finden, unter privater Führung weiterarbeiten und damit auch die offenen Kredite bedienen, andere wurden insolvent und stellten ihren Betrieb ein. In dieser schwierigen Zeit öffnete sich die BCR auch gegenüber dem Privatkundengeschäft und wurde so zu einer Universalbank, die auch Dienstleistungen wie Sparbuch- und Girokontoführung anbot. Dadurch konnte sie ihre Liquidität entscheidend verbessern. Durch Übernahme kleiner Banken und Eröffnung eigener Filialen verdoppelte sich bis 1995 die Zahl der Angestellten wie auch der Niederlassungen.
Im Jahr 1997 gelang es der Banca Comercială Română als erster rumänische Bank, ohne Garantie der rumänischen Regierung eine Anleihe am internationalen Kapitalmarkt aufzulegen. Mit Merrill Lynch als Emissionsbank konnten so 75 Millionen Dollar von Investoren in den USA und Europa aufgenommen werden. Die BCR konnte sich dadurch zur größten Bank in Rumänien entwickeln.
Die Jahre 1998 und 1999 waren geprägt von der Rubelkrise, die auch Südosteuropa erfasste. Die internationalen Finanzmärkte verloren kurzfristig das Vertrauen in die Volkswirtschaften Osteuropas, wodurch die Ausgabe von Anleihen zeitweise unmöglich wurde. Die BCR konnte diese turbulente Phase jedoch überstehen. Im Jahr 1999 entschloss sich daraufhin die rumänische Regierung, ein Programm zur Privatisierung der staatlichen Banken zu beginnen. Als erste Großbank wurde die Rumänische Entwicklungsbank an die französische Societée Generale verkauft, die daraufhin als BRD – Groupe Société Générale zum größten Mitbewerber am rumänischen Bankenmarkt wurde. Beide Großbanken zusammen kontrollierten 2002 66 % des Marktes.
Die BCR expandierte in dieser Zeit weiter. 1998 eröffnete sie mit einer Filiale in Chișinău ihre Geschäftstätigkeit in Moldawien, 2000 wurde eine Filiale in Zypern eröffnet. Im Jahr 2001 erwarb sie die Anglo-Romanian Bank in London und eröffnete 2002 ein Büro in New York. Im Jahr 2004 erwarb die Anglo-Romanian Bank wiederum die Banque Franco Roumaine in Paris und die Frankfurt Bucharest Bank.

## Privatisierung
Im Jahr 2005 entschloss sich die rumänische Regierung, auch die Banca Comercială Română zu privatisieren. Im Dezember des Jahres erhielt schließlich die österreichische Erste Bank den Zuschlag, die Aktienmehrheit erwerben zu können. Die Erste erwarb 61,8825 % der Aktien zu einem Preis von 3,75 Milliarden Euro. Einen Anteil von 37 % der Aktien erwarb die Erste dabei direkt von der rumänischen Regierung, sowie je 12,5 % von der Europäischen Bank für Wiederaufbau und Entwicklung und von der zur Weltbank gehörenden IFC.
Dieser Kauf stellte zu diesem Zeitpunkt die größte Auslandsinvestition dar, die ein österreichisches Unternehmen je getätigt hat. Gleichzeitig wurde die Erste dadurch zum größten ausländischen Investor in Rumänien. Der relativ hohe Buchwert-Multiplikator von 5,8 stellte dabei eine Sensation dar. Analysten hatten damals einen Wert der gesamten Bank von unter eine Milliarde Euro errechnet. Die Erste Bank wollte jedoch ihre Expansion in Südosteuropa abrunden und die BCR war zu diesem Zeitpunkt die einzige rumänische Großbank, die noch nicht privatisiert worden war.
Zum Zeitpunkt der Übernahme hatte die BCR 12.000 Mitarbeiter und 2,8 Mio. Kunden. In der Folge wurde sie in die Erste Group integriert und das Bankgeschäft technisch modernisiert. Bis 2007 wurde die Mitarbeiterzahl auf 10.600 reduziert, bis Ende 2008 sank sie auf 9.985.
Im Jahr 2007 wurde das bisherige Logo geändert und der Auftritt an das internationale Auftreten der Erste Bank angepasst. Im Jahr 2008 erwarb die Erste Bank weitere 8 % der Aktien von der rumänischen Regierung, die später in einem Mitarbeiterbeteiligungsprogramm ausgegeben wurden. Im selben Jahr wurde die BCR in die börsennotierte Erste Group konsolidiert, die acht osteuropäische Tochterbanken der Erste in einer Holding zusammenfasst. Dadurch konnte die Erste Bank einen Teil des 2005 aufgewandten Kaufpreis der BCR vom Kapitalmarkt zurückerhalten.
Bis zum 23. Dezember 2007 war der ehemalige rumänische Finanzminister Daniel Dăianu Mitglied des Aufsichtsrates. Da er nach dem Beitritt Rumäniens zur Europäischen Union für die PNL ins Europaparlament gewählt wurde, legte er das Amt nieder, um einen Interessenskonflikt zu vermeiden.

## Geschäftsfelder
Die Bank betreibt heute 367 Niederlassungen in allen 41 rumänischen Kreisen und betreut 2,5 Millionen Privatkunden und 300.000 Firmenkunden. Neben dem Geschäfts- und Privatkundenbereich betreibt die Bank heute mehrere Tochtergesellschaften, die im Bereich Leasing, Versicherungen und Investmentbanking engagiert sind:
- BCR Leasing
- BCR Securities
- BCR Asigurări
- BCR Asset Management

## Aktionärsstruktur
Die BCR ist selbst nicht börsennotiert. Neben der österreichischen Erste Bank sind fünf regionale rumänische Investmentgesellschaften an der Bank beteiligt. Die genaue Aktionärsstruktur ist derzeit wie folgt:
1. 62 % Erste Group
2. 8 % Mitarbeiter der BCR
3. 6 % SIF1-Banat-Crisana
4. 6 % SIF2-Moldova
5. 6 % SIF3-Transilvania
6. 6 % SIF4-Muntenia
7. 6 % SIF5-Oltenia

## Bilder

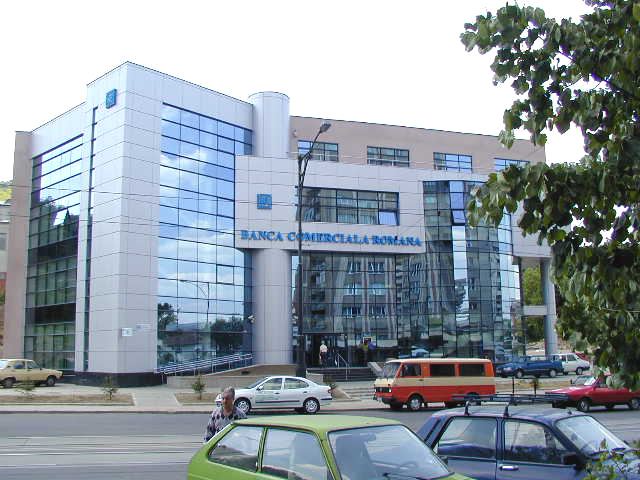
Filiale in Reșița
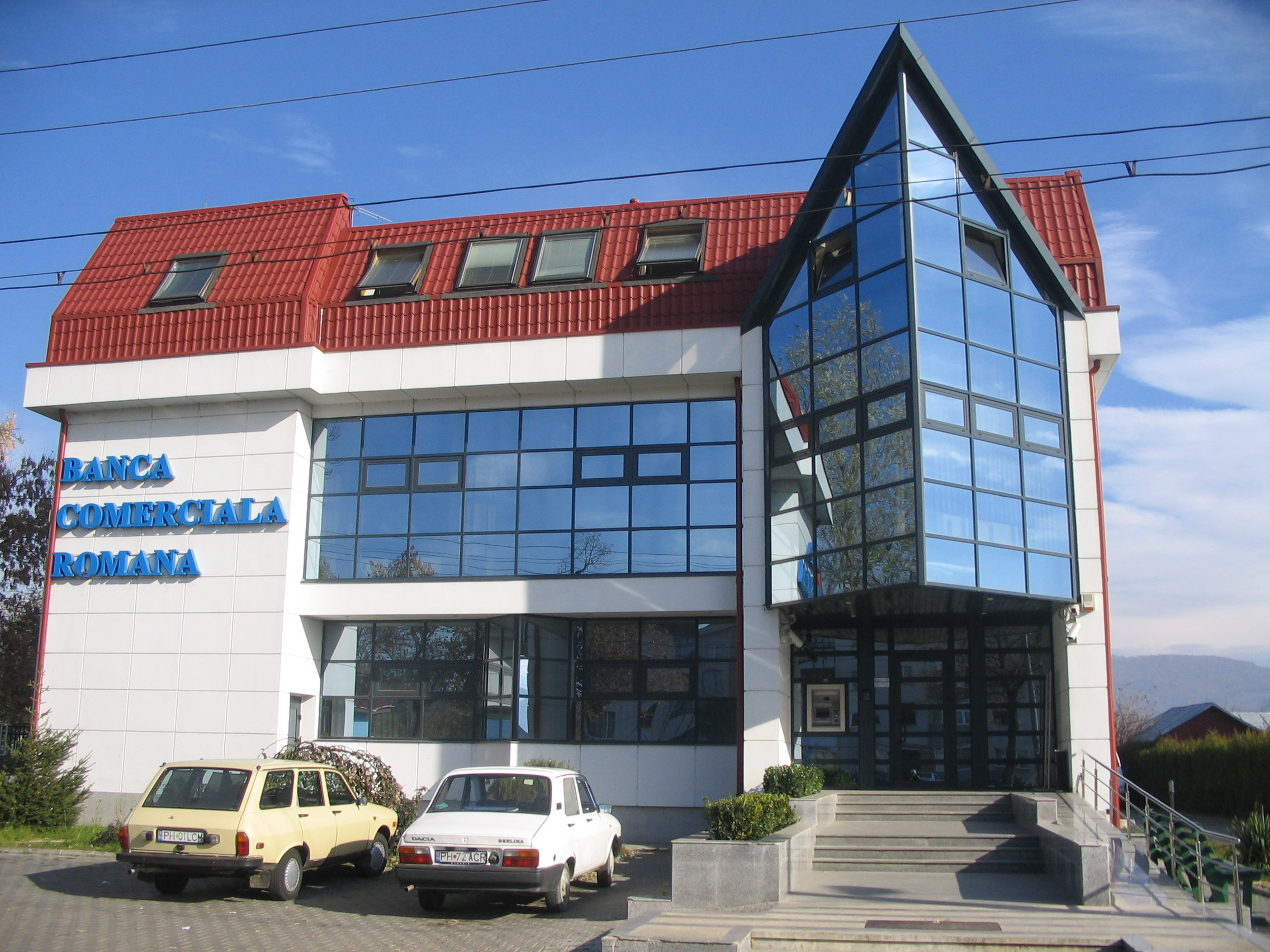
Filiale in Vălenii de Munte, Kreis Prahova